# Daniel Mitz
Daniel Mitz (* 20. Dezember 1724 in Basel; † 30. Juli 1789 ebenda) war ein Schweizer Jurist und Politiker.

## Leben
Daniel Mitz studierte Rechtswissenschaften an der Universität Basel, wo er 1745 den akademischen Titel eines lic. iur erwarb. Nach drei vergeblichen Bewerbungen um eine Professur in Basel schlug er eine Beamtenlaufbahn ein: 1760 wurde er in den Kleinen Rat gewählt. 1777 erlangte er das Amt eines Oberstzunftmeisters und im gleichen Jahr das eines Bürgermeisters, das er bis an sein Lebensende bekleidete.